# Гаффер

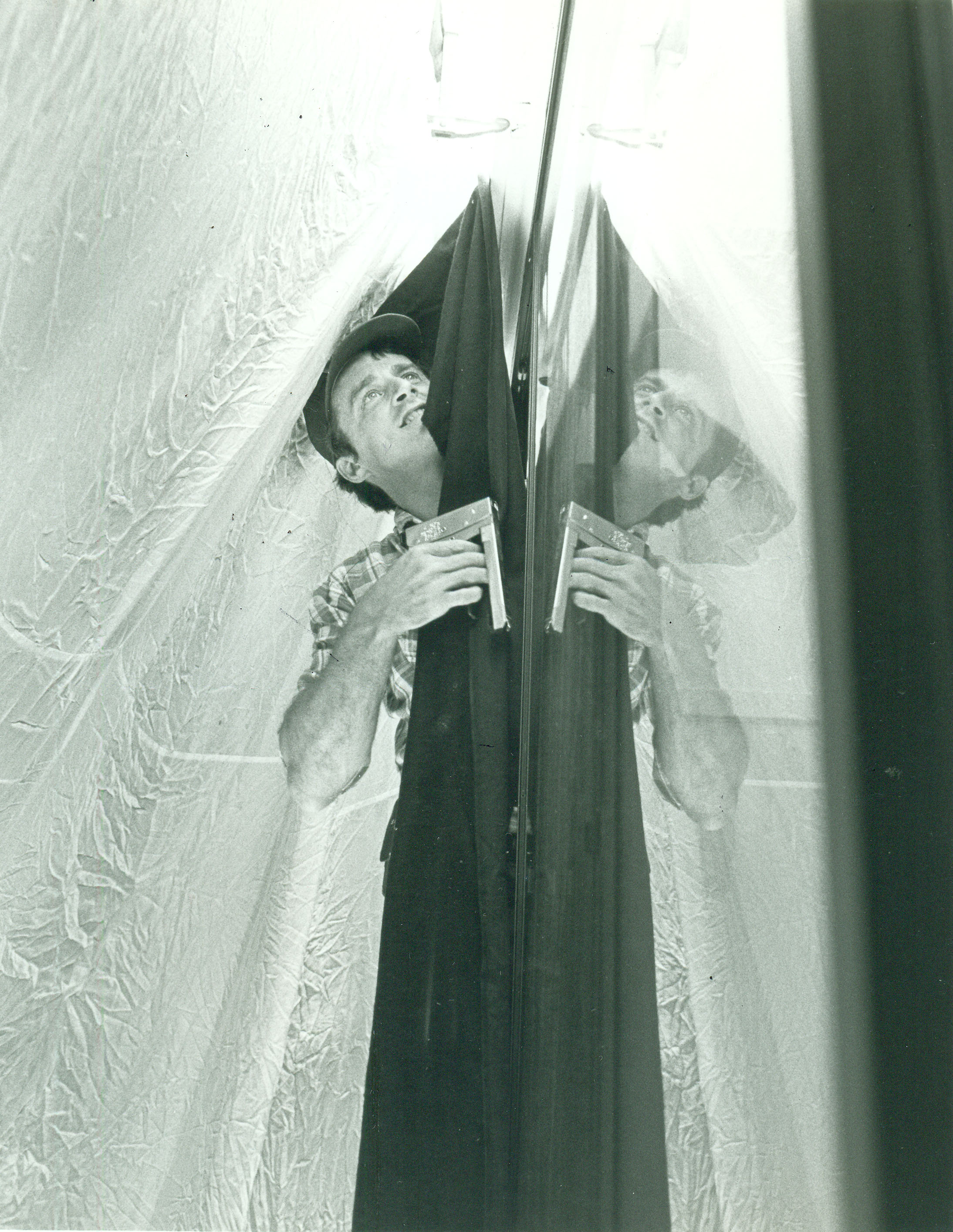
Гаффер Патрик Шелленбергер. Фото со съёмок фильма «Дим Сум: Легкое биение сердца» 1985 года

Га́ффер (или же га́фер; англ. gaffer) — бригадир осветителей на съёмочной площадке, отвечающий за установку и настройку осветительного оборудования. Ассистентом гаффера является бест бой.
Существует несколько версий происхождения понятия «гаффер». Одна из них связана с тем, что изначально этот термин обозначал перемещение подвесного оборудования. До появления электричества и в театрах эпохи Шекспира так называли осветительные плафоны, которые управлялись с помощью длинного шеста с широким крюком на конце, называемым гафелем. Другая версия предполагает, что слово «гаффер» произошло от сокращения «крёстный отец», которое первоначально применялось деревенскими жителями к пожилому человеку или тому, чьё положение давало право на уважение. Женским эквивалентом было «гаммер» (англ. gammer), сокращение от «крёстная мать». Оба слова встречаются в комической пьесе «Игла Гаммер Гуртон», напечатанной в 1575 году.
При такой этимологии слово «гаффер» позже стало использоваться для обозначения «мастера» или «управляющего». К 1841 году оно стало применяться к бригадирам и руководителям бригад рабочих. И только с 1920-х годов термин «гаффер» стал относиться к главному осветителю на съёмочной площадке. В одной из цитат в Оксфордском словаре английского языка из журнала Picture-Play Magazine за 1926 год, а также в книге 1929 года, посвящённой производству кинофильмов, также используется это понятие.